# Dona Santa
Dona Santa foi um seriado brasileiro produzido pela Rede Bandeirantes entre 1981 e 1983. A série foi escrita por Geraldo Vietri e Marcos Caruso, que também a dirigiu. Foi protagonizada por Nair Bello no papel-título. 
A série era exibida semanalmente entre 6 de outubro de 1981 até 1982, alcançando grande sucesso. 

## Enredo
A trama gira em torno de Dona Santa (Nair Bello), um mulher de meia-idade e ascendência italiana, moradora do bairro da Bexiga em São Paulo. Ela trabalha de taxista e tem como amigo e conselheiro o padre Ferdenuto (Elias Gleizer), que a aconselha nas suas mais diversas confusões familiares , principalmente envolvendo seu genro Silvio (Amilton Monteiro), um homem preguiçoso que sonha em ser político mas esta na espera das eleições. Também á sua filha Dileta (Cláudia Alencar), que apaixonada pelo marido sempre o apoia e defende. 

## Elenco
| Ator/Atriz           | Personagem      |
| -------------------- | --------------- |
| Nair Bello           | Dona Santa      |
| Elias Gleizer        | Padre Ferdenuto |
| Amilton Monteiro     | Silvio          |
| Zé Carlos de Andrade | Silvio          |
| Cláudia Alencar      | Dileta          |
| Selton Mello         | Sidney          |
| Renata Nogueira      | Margareth       |

## Curiosidades
- Nair Bello teve que aprender a dirigir para interpretar sua personagem na série, uma taxista.
- Primeiro trabalho do ator Selton Mello na televisão, com então 11 anos de idade. Ele ainda viria a atuar na telenovela Braço de Ferro em 1983, também na Bandeirantes.
- Nair Bello já havia interpretado uma italiana na telenovela João Brasileiro, o Bom Baiano em 1978 e isso serviu de inspiração para Geraldo Vietri criar a persoangem.
- O sucesso da série inspirou Geraldo Vietri a escrever a série Casa de Irene, produzida e exibida também pela Rede Bandeirante e protagonizada por Nair Bello.
- A série foi reprisada em diversas ocasiões pela Bandeirantes durante toda a década de 1980 até meados da década de 1990.